# 함열중학교
함열중학교(咸悅中學校)는 대한민국 전북특별자치도 익산시 함열읍 와리에 있는 공립 중학교이다.

## 학교 연혁
- 1947년 10월 10일 : 함열중학원 인가
- 1948년 2월 24일 : 함열 공립중학교 4년제 인가
- 1971년 3월 1일 : 학급 증설을 위한 학칙변경 인가(18학급)
- 1985년 3월 1일 : 학급변경 인가(병설 특수학급 설치)
- 1988년 9월 1일 : 중.고등학교 분리
- 1991년 11월 14일 : 본관 신축 준공
- 2023년 1월 12일 : 제74회 졸업(36명) 총 졸업생수(12,481명)
- 2023년 11월 6일 : 다목적강당(함꿈터) 신축 준공
- 2024년 3월 4일 : 2024학년도 신입생 22명 입학
- 2024년 9월 1일 : 제31대 손태호 교장 부임

## 참고 자료
- 함열중학교 - 한국교육학술정보원 학교알리미